# Radnice v Žacléři

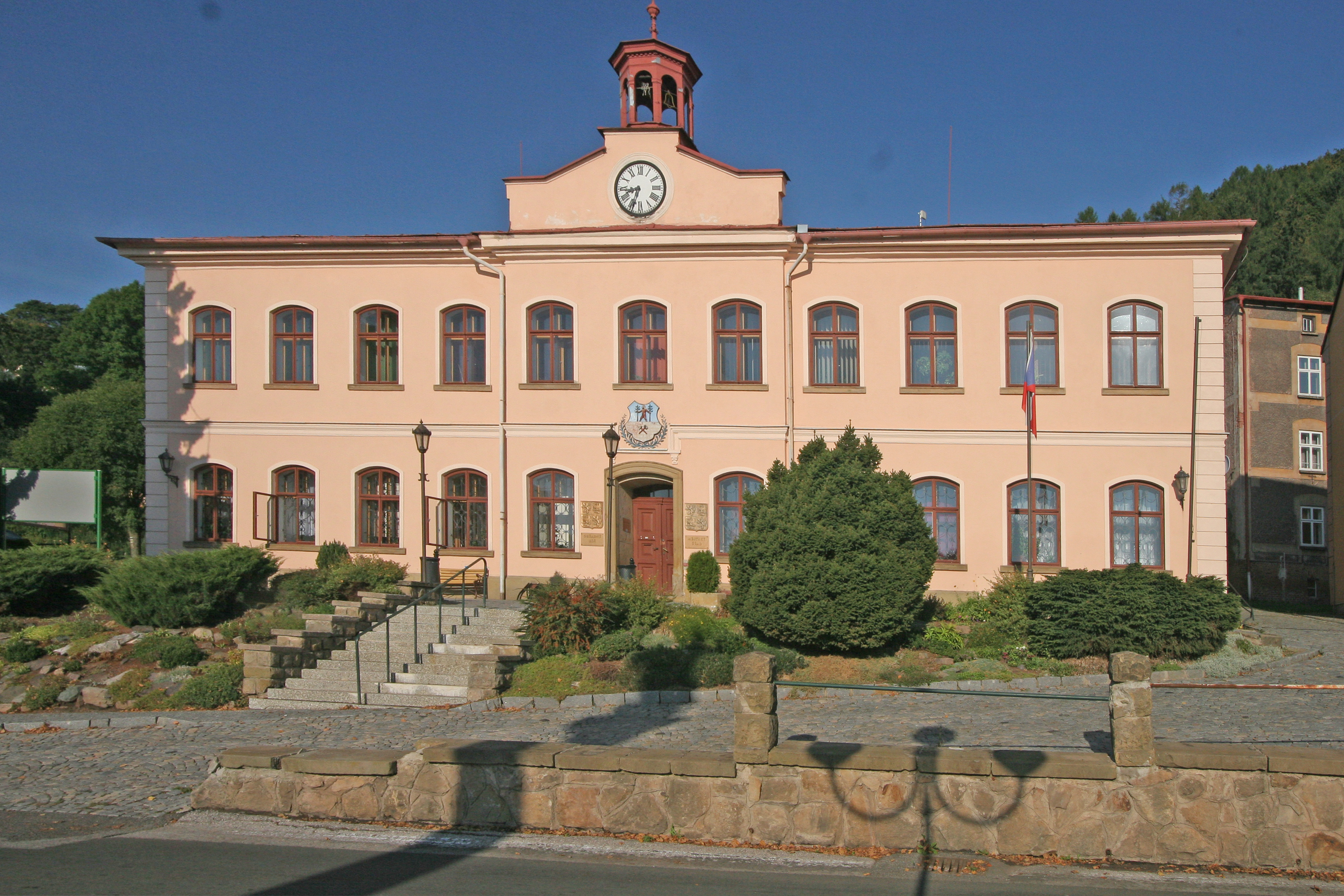
Budova radnice, čelní pohled

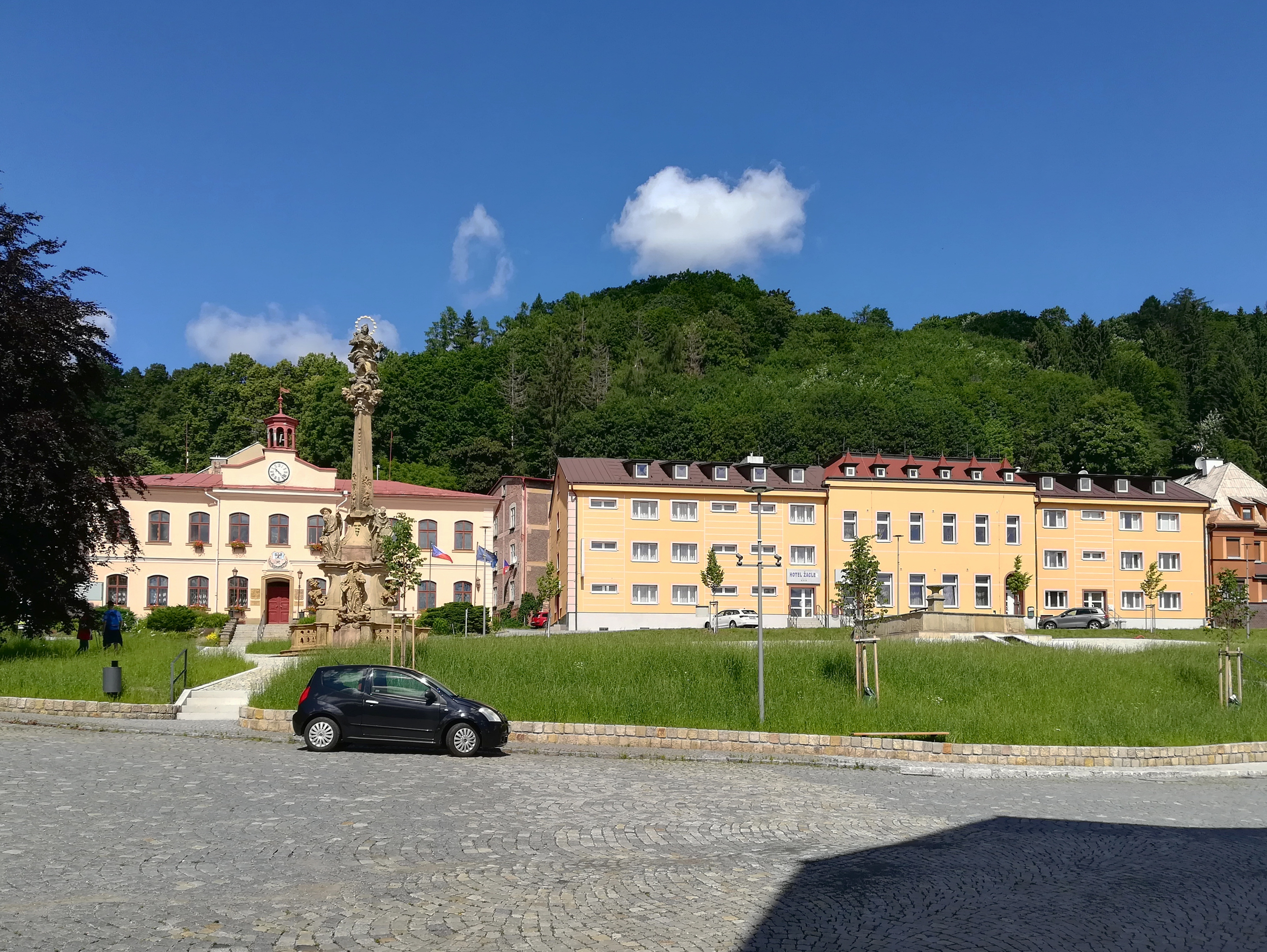
Pohled na Rýchorské náměstí, radnice vlevo

Radnice v Žacléři se nachází na Rýchorském náměstí čp. 181 a od roku 1958 je památkově chráněna.

## Historie
Původní stará radnice v Žacléři se nacházela na místě dnešního městského muzea na východní straně náměstí. Budova radnice byla pravděpodobně postavena v barokním slohu a sloužila do roku 1897, kdy byla zbořena a na jejím místě postavena budova okresního soudu. Dnes v této budově má sídlo Městské muzeum Žacléř.
Nová  radnice s čp. 181 stojí na jihovýchodní straně Rýchorského náměstí, v místech, kde dříve býval pivovarský rybník. Budova byla postavena v pozdně klasicistním stylu v letech 1865–1866 jako škola. Radnice sem byla přemístěna po otevření nové školy v roce 1897. Dnes v budově sídlí obecní úřad.

## Architektura budovy
Zděná jednopatrová jedenáctiosá budova obdélného půdorysu s nízkou valbovou střechou krytou pozinkovaným plechem. Průčelí je uprostřed doplněno tříosým rizalitem. Ve střední ose rizalitu je hluboce zapuštěný pískovcový vstup zakončený štítem, nad ním je na ose dělící římsy štukový znak města. Vstupní dveře jsou dvoukřídlé, kazetové, s profilovanou dřevěnou římsou se světlíkem. Rizalit je zakončen nad další horní římsou  průčelí štítem s ciferníkem kulatých hodin uprostřed. Štít je zakončen malou dvoustupňovou věžičkou s osmibokou lucernou. Na vrcholu je posazena jehla s makovicí a korouhví s vročením 1886.
Špaletová čtyřdílná mírně zapuštěná segmentově zakončená okna mají v přízemí i patře stejný tvar. Zadní průčelí má okna v přízemí zamřížovaná historizujícími mřížemi. Sokl budovy je obložen pískovcovými deskami. Fasáda je hladká světle pastelově hnědé barvy. Architektonické prvky fasády mají odstín světlejší. Profilovaná kordonová římsa obíhá hlavní a dvě boční průčelí. Obě boční průčelí jsou tříosá, okna a římsy jsou stejné jako na hlavním průčelí. Vstupní dveře v hlavním průčelí jsou nové dvoukřídlé s profilovanou dřevěnou římsou se světlíkem nad nimi. Za vstupem do budovy je podélná chodba s plackovitou klenbou. Na konci chodby je třídílné schodiště nesené čtyřmi rohovými sloupy do patra. V patře jsou plackovité klenby pouze v prostoru schodiště. Radnice je podsklepena pod střední částí dvěma valeně zaklenutými místnostmi, do nichž vede dvoudílné schodiště.

## Památková ochrana
Budova radnice je dominantou náměstí i městské památkové zóny. Pozdně klasicistní objekt s prvky historismu je cenným dokladem vývoje zástavby města v 19. století.